# Callicista istapa
Callicista istapa är en fjärilsart som beskrevs av Tryon Reakirt 1866. Callicista istapa ingår i släktet Callicista och familjen juvelvingar. Inga underarter finns listade i Catalogue of Life.